# Baetisca lacustris
Baetisca lacustris is een haft uit de familie Baetiscidae. De wetenschappelijke naam van de soort is voor het eerst geldig gepubliceerd in 1932 door McDunnough.
De soort komt voor in het Nearctisch gebied.